# Агарти

Карта внутреннего мира из книги «Богиня Атватабара» Брэдшоу, Уильям (1892 г.)

Агарти, или Агартха, или Агарта (что якобы переводится с санскрита как «неуязвимый», «недоступный») — мифическая подземная страна, упоминаемая в эзотерической и оккультной литературе. Иногда трактуется как подобие Шамбалы: «мистический центр сакральной традиции, расположенный на Востоке».
Впервые упомянута в романе Луи Жаколио «Сыновья Бога» (1873) в форме написания Asgartha и в оккультном трактате Сент-Ив д’Альвейдра «Миссия Индии в Европе» (1910) в форме написания Agartta. Ф. Оссендовский в книге «И звери, и люди, и боги» со ссылкой на рассказы монгольских лам приводит легенду о подземной стране Agartha, управляющей судьбами всего человечества. Сравнив рассказы Оссендовского и Сент-Ива д’Альвейдра (в работе «Царь Мира»), Рене Генон пришёл к выводу о том, что они имеют общий источник — псевдонаучные представления о полой Земле.
Традиционным местом расположения Агартхи считают Тибет или Гималаи. В Агартхе живут высшие посвященные, хранители традиции, истинные учителя и правители мира. Достигнуть Агартхи непосвященному невозможно — только избранным она становится доступна. Существуют легенды о подземных ходах, соединяющих Агартху с внешним миром. Ф. Оссендовский и Н. К. Рерих фантазировали об аппаратах, служащих её жителям для быстрого перемещения.